# Isômes
Isômes ist eine französische Gemeinde mit 147 Einwohnern (Stand: 1. Januar 2022) im Département Haute-Marne in der Region Grand Est (bis 2015 Champagne-Ardenne). Sie gehört zum Arrondissement Langres und zum Gemeindeverband Auberive Vingeanne et Montsaugeonnais. Die Bewohner werden Isômois genannt.

## Geografie
Die Gemeinde Isômes liegt am Südostrand des Plateaus von Langres, etwa auf halbem Weg zwischen den Städten Langres und Dijon. In Isômes mündet die Coulanges in den Badin, kurz vor dessen Mündung in die Vingeanne. Unmittelbar östlich der Gemeinde Isômes verläuft der Marne-Saône-Kanal. Das 10,72 km² umfassende flache bis leicht gewellte Gemeindegebiet ist von Ackerflächen geprägt; das einzig nennenswerte Waldgebiet ist der Bois Rond im Südwesten. Im äußersten Südzipfel der Gemeinde wird mit 321 Metern über dem Meer der höchste Punkt erreicht. Zur Gemeinde zählen die Weiler La Chassagne, La Lanne und La Vêvre. Umgeben wird Isômes von den Nachbargemeinden Le Montsaugeonnais im Westen und Norden, Choilley-Dardenay im Nordosten, Cusey im Osten sowie Occey im Süden.

## Bevölkerungsentwicklung
| Jahr      | 1962 | 1968 | 1975 | 1982 | 1990 | 1999 | 2011 | 2021 |
| Einwohner | 155  | 156  | 156  | 148  | 125  | 103  | 149  | 147  |

Im Jahr 1831 wurde mit 357 Bewohnern die bisher höchste Einwohnerzahl ermittelt. Die Zahlen basieren auf den Daten von cassini.ehess und INSEE.

## Sehenswürdigkeiten
- Kirche Notre-Dame-de-l’Assomption, Monument historique[3]
- Ruine der Burg Isômes
- drei Flurkreuze

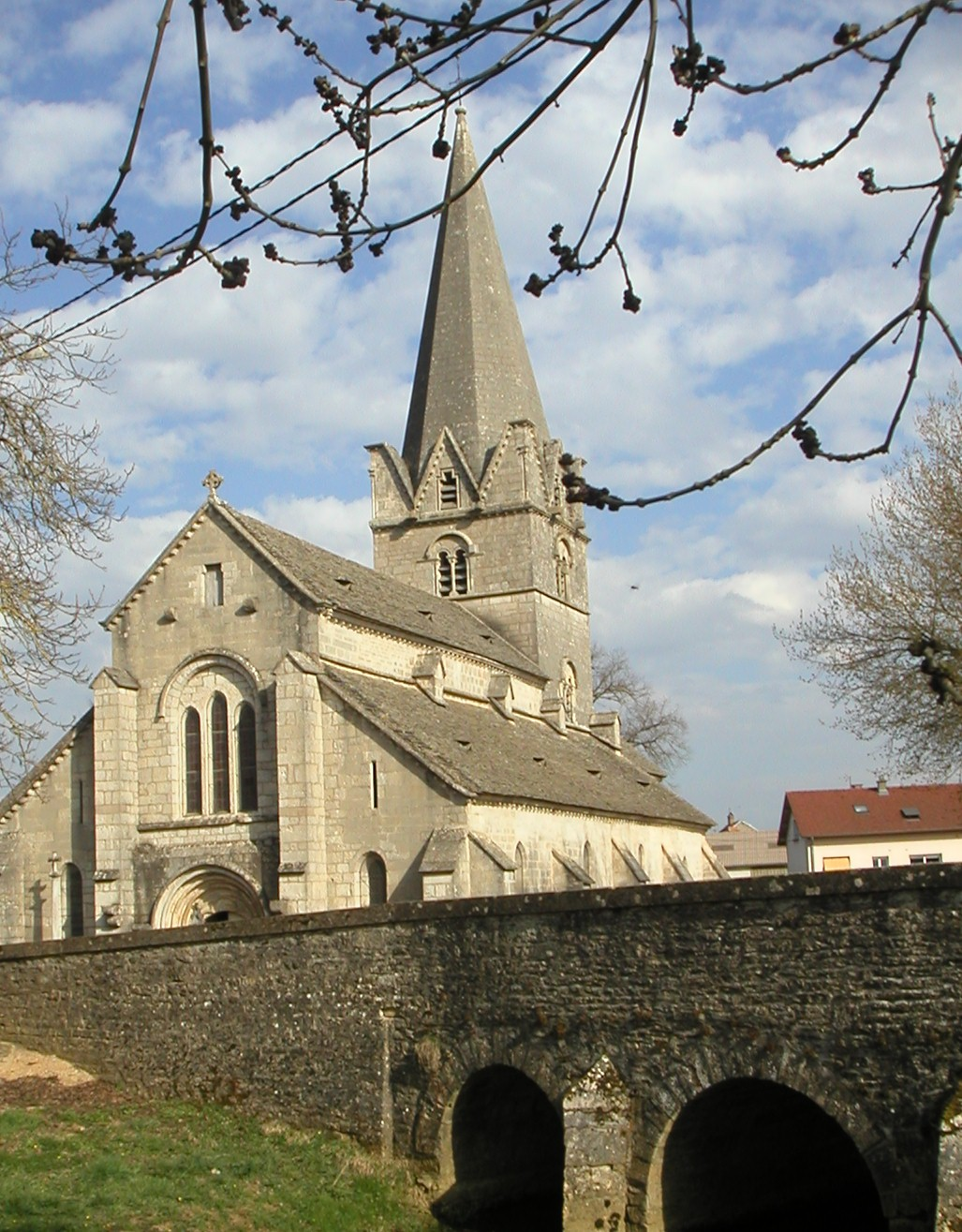
Kirche Notre-Dame-de-l’Assomption
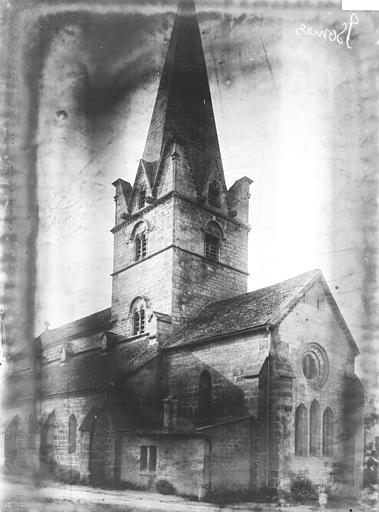
Kirche auf einem alten Foto von Camille Enlart
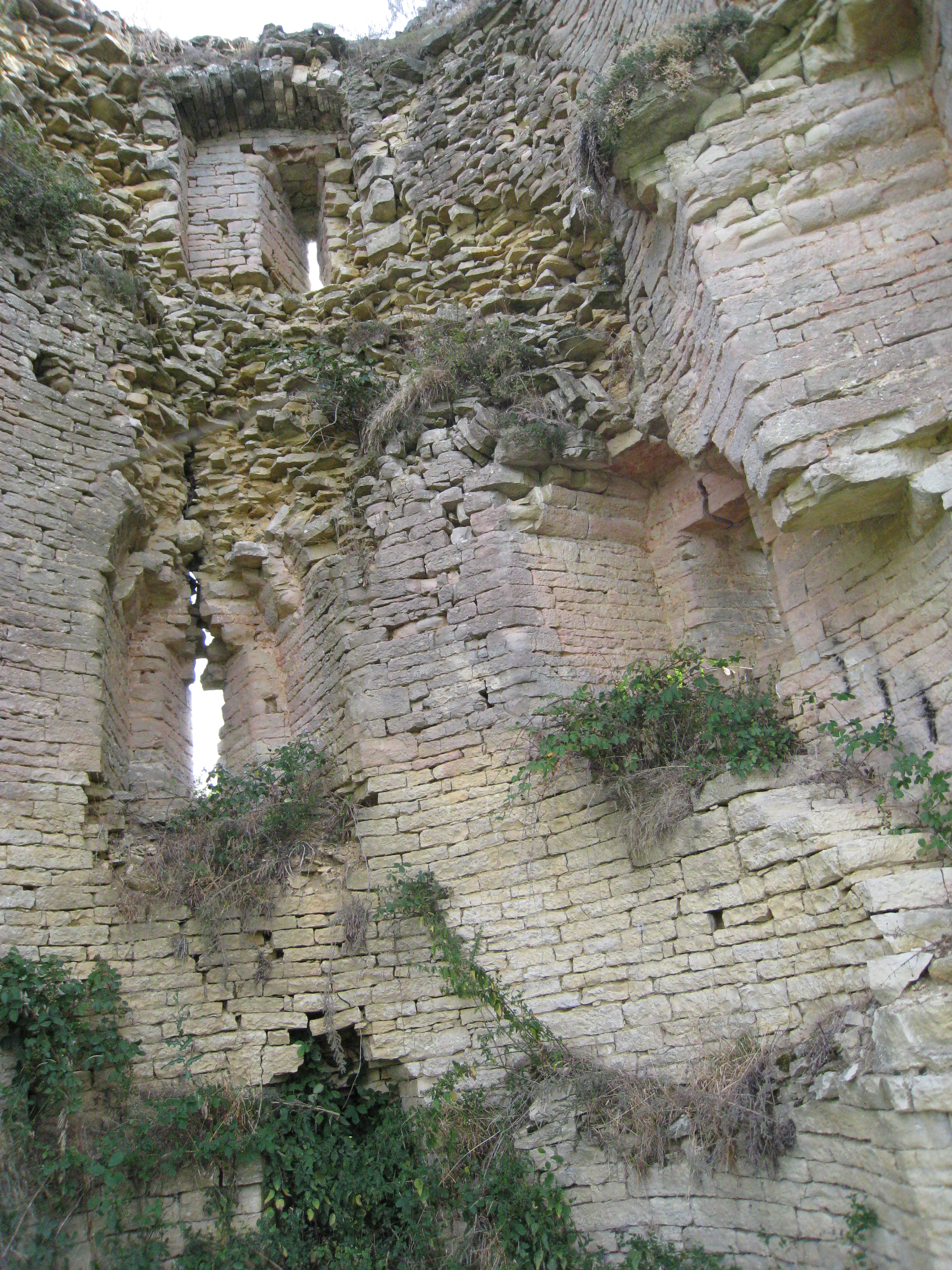
Burgruine
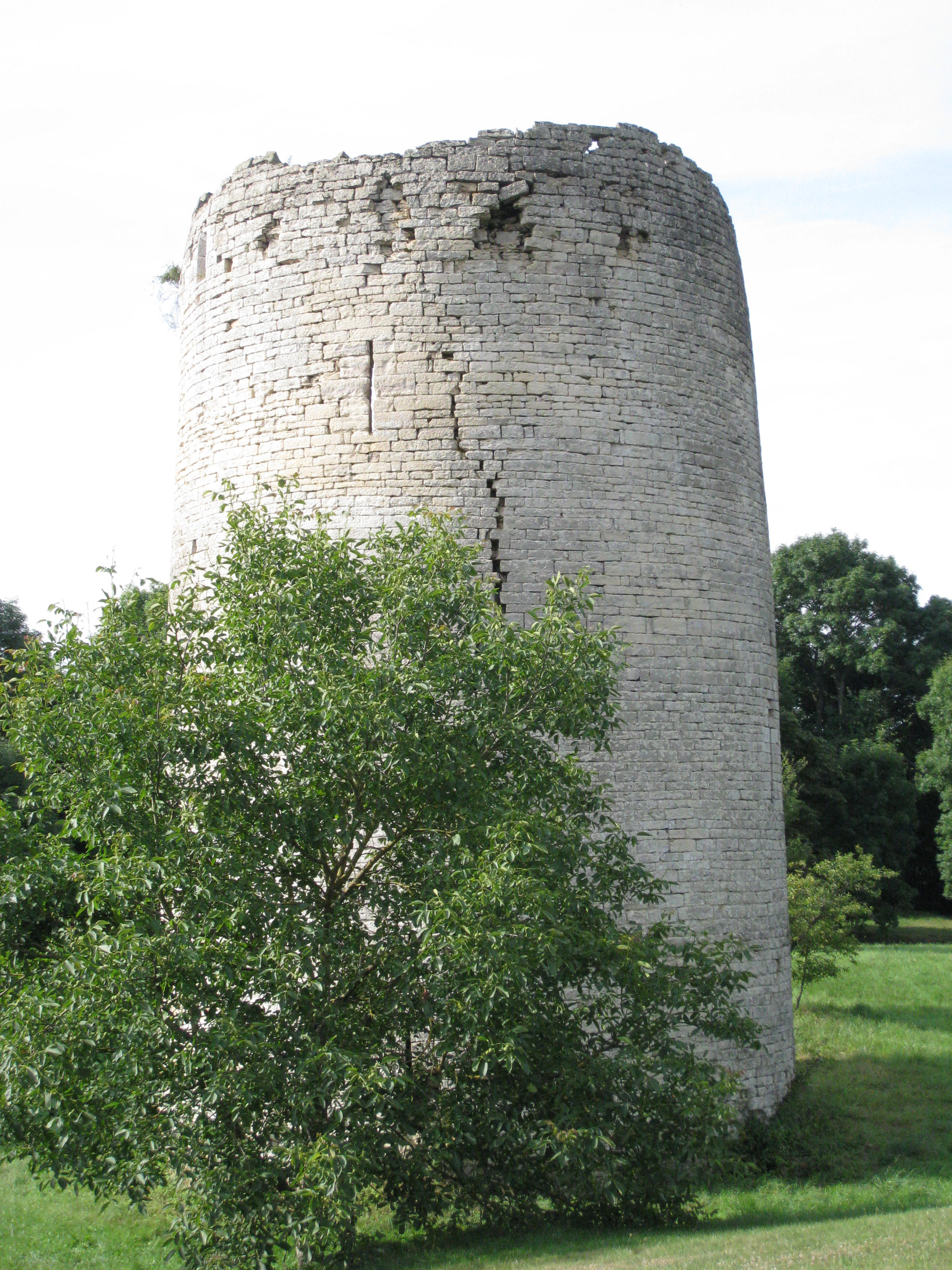
Ruine des Burgturms

## Wirtschaft und Infrastruktur
In Isômes sind sechs Landwirtschaftsbetriebe ansässig (Getreideanbau und Viehzucht).
Westlich von Isômes verläuft die Fernstraße D974 von Langres nach Dijon. 13 Kilometer südwestlich von Isômes besteht ein Anschluss an die Autoroute A 31. Der unmittelbar nordwestlich von Isômes gelegene Haltepunkt liegt an der Bahnstrecke Is-sur-Tille–Culmont-Chalindrey.

## Persönlichkeiten
- Edmond Closset (1878–1968), Autorennfahrer

## Belege
1. ↑  Isômes auf cassini.ehess.fr
2. ↑  Isômes auf insee.fr
3. ↑  Eglise in der Base Mérimée des französischen Kulturministeriums (französisch)
4. ↑  Landwirtschaftsbetriebe auf annuaire-mairie.fr